# Angel (Buffy: Postrach wampirów)
Angel, Angelus – fikcyjna postać, wampir, jeden z głównych bohaterów serialu Buffy: Postrach wampirów oraz główny bohater jego spin-offu – serialu Anioł ciemności. W obu stworzonych przez Jossa Whedona serialach w rolę Angela wciela się David Boreanaz.
Wystąpił w pięciu sezonach Anioła ciemności (110 odcinków, w latach 1999–2004) oraz w trzech pierwszych sezonach Buffy i kilku odcinkach późniejszych serii (łącznie 58 odcinków, 1997–2003). Pojawia się także w grze Buffy the Vampire Slayer, a także w serii komiksów wydawnictwa Dark Horse.
Angel jest ponad dwustuletnim, obłożonym klątwą wampirem. Urodził się w 1727 roku w Galway w Irlandii Zachodniej, tam też w roku 1753 jako 26-letni pijak i hazardzista został przemieniony w wampira przez Darlę i zaczął używać pseudonimu Angelus.
W roku 1890, za zabicie młodej cyganki, Cyganie z rodu Kalderash przywrócili mu duszę i dołożyli starań, by ponownie jej nie utracił, skazując go na cierpienie z powodu zbrodni, które popełnił. Przez kolejne sto lat wiódł życie włóczęgi, nie mogąc pić krwi żywych ludzi. Później demon Whistler powierzył mu misję, którą było pomaganie Buffy i ludziom by odkupić swoje winy z przeszłości. Wampir zakochał się w niej, co doprowadziło go do ponownej utraty duszy. Stał się przez to niebezpieczny i próbował uwolnić demona Acathlę. Wprawdzie Willow Rosenberg przywróciła mu duszę, lecz Buffy wciąż musiała go zabić, by przerwać przywołanie. Trafił przez to do piekła, skąd jednak udało mu się powrócić.
W serialu Buffy mieszka w Sunnydale, w Aniele ciemności przenosi się do Los Angeles, by pomagać ludziom, których prześladują demony.